# Jean René Constant Quoy
Jean René Constant Quoy est un chirurgien de marine, anatomiste, ornithologue et zoologiste français, né le 10 novembre 1790 à Maillé, près de Maillezais, et mort le 4 juillet 1869 à Rochefort.

## Biographie
Il est issu d'une famille de médecins, d’origine nivernaise. Pour lui éviter les troubles de la guerre de Vendée, ses parents le confient chez une tante, dans un hameau de la commune de Saint-Jean-de-Liversay. À l’âge de six ans il est pensionnaire à Marans, chez un instituteur qui l’emmène aux fêtes républicaines dont il restera très marqué. Une fois la famille réunie (parents avec leurs six enfants) à Saint-Jean-de-Liversay en 1799, son père l’initie aux plantes médicinales, lui apprend à doser les médicaments, faire des saignées, des pansements.
Son père le destine à la médecine mais n'est assez fortuné pour l'envoyer faire de longues études de médecine civile, Jean-René opte pour l’école de médecine navale de Rochefort où il est admis en novembre 1806. Il est nommé le 24 août 1807 chirurgien auxiliaire de troisième classe. Il embarque dès novembre sur la corvette Le Département des Landes puis, en 1810 sur Le Jemmapes et en 1811 sur le brick Flibustier. En 1812, il est nommé chirurgien de deuxième classe, est définitivement admis dans le corps rémunéré des chirurgiens de la Marine en 1813 puis devient docteur en médecine à Montpellier en 1814 avec une thèse intitulée Epistola dominae G. de nonnulis pavoris effectibus. C'est dans cette ville qu'il est fait franc-maçon. En 1815, il sert à l’hôpital maritime de Rochefort.
Il sert comme naturaliste et chirurgien-major aux côtés de Joseph Paul Gaimard (les deux sont zoologues tandis que le botaniste embarqué est le pharmacien Charles Gaudichaud-Beaupré) à bord de la corvette L’Uranie commandée par le capitaine Louis Claude des Saulses de Freycinet. Cette circumnavigation commencée le 17 septembre 1817 s’achève, sur La Physicienne, le 9 novembre 1820. Nommé à nouveau à l’hôpital de Rochefort, il travaille sur le compte rendu de l’expédition. En 1821, il devient chirurgien de première classe. En 1824, il devient professeur d’anatomie à l’école de médecine navale de Rochefort, en avril 1824 il est nommé membre correspondant de l’Académie de Médecine  et en 1825 est fait chevalier de la Légion d'honneur.
Il part à nouveau à bord de L’Astrolabe sous le commandement de Jules Dumont d'Urville. Son deuxième voyage autour du monde débute le 25 avril 1826 pour s’achever en 1829. Dès son retour à l’hôpital de Rochefort, il commence à travailler sur un nouveau compte rendu. Tout en continuant ses cours d’anatomie à l’École navale de Rochefort, il participe à la vie académique parisienne où il devient en mai 1830  membre correspondant de l’Académie des sciences. En 1835, il devient premier médecin en chef de l’hôpital maritime de Toulon et est transféré en 1838 à Brest où il sert pendant dix ans.
En 1848, il est promu Inspecteur en chef de santé de la Marine et est fait officier de la Légion d’honneur puis commandeur en 1852. En 1858, il prend sa retraite. Il se retire les dix dernières années de sa vie dans la commune de Saint-Jean-de-Liversay.

## Dédicaces
Les genres et les espèces suivante lui ont été dédiés :
- Quoya Labbé, 1934
- Quoyia Gray, 1839
- Terebra quoygaimardi Cernohorsky, 1976
- Pilumnus quoyi H. Milne-Edwards, 1834
- Ischnochiton quoyanus J. Thiele, 1910